# Adriano Graziano
Adriano Sebastiano Graziano (Quindici, 4 febbraio 1967) è un mafioso italiano a capo del clan camorristico Graziano di Quindici.

## Storia
Noto alle forze dell'ordine fin dal 1985, è stato soprannominato 'O Professore e più volte arrestato per associazione a delinquere, estorsione, tentato omicidio e altri reati. Figlio di Salvatore Luigi Graziano e Chiara Manzi (che furono entrambi tra gli autori della "Strage delle Donne"), è stato anch'egli accusato di essere uno dei responsabili dell'eccidio, successo a Lauro nel 2002, considerato l'episodio culmine della faida che vede il clan Graziano, da oltre 30 anni, in guerra con il clan Cava. 
Sfuggito ad un blitz dei carabinieri il 5 maggio 2008 che portò all'arresto di altri 22 affiliati alla cosca Graziano, viene arrestato in un centro commerciale a Valmontone, mentre fa shopping con un imprenditore di Moschiano, il 27 luglio dello stesso anno.
Prosciolto dall'accusa di aver partecipato alla cosiddetta "Strage delle Donne" e dopo l'annullamento di una condanna a 10 anni di reclusione per associazione camorristica, è stato scarcerato nel 2014, dopo aver scontato circa 6 anni di detenzione in regime del 41 bis.
"Villa Alta Chiara", la masseria bunker del boss, sita in Quindici, alla via Eduardo De Filippo, è oggi un maglificio. Contro le cancellate del maglificio, il 20 ottobre del 2015, due giorni prima della sua inaugurazione, ignoti hanno esploso diversi colpi di arma da fuoco.
In agosto 2025, Adriano Graziano è tornato in libertà con 45 giorni d'anticipo, rispetto al fine pena sancito.  Il boss, in ottobre 2021, si era costituito presso la Casa di Reclusione di Rebibbia e, nell'ultimo periodo detentivo, si trovava ristretto all'interno del supercarcere di Sassari.